# Sindhi

Sindhi (Arabische Schrift سنڌي; Devanagari सिन्धी Sindhī) ist eine Sprache aus dem indoarischen Zweig der indoiranischen Untergruppe der indogermanischen Sprachfamilie.
Sindhi wird vornehmlich in der am Unterlauf des Indus gelegenen Region Sindh im südlichen Pakistan gesprochen. In Pakistan hat das Sindhi laut der Volkszählung 2017 rund 30,2 Millionen muttersprachliche Sprecher (14,6 Prozent der Gesamtbevölkerung). In der Provinz Sindh stellen Sindhi-Sprecher die Bevölkerungsmehrheit. Hier dient das Sindhi neben der Nationalsprache Urdu auch als zweite Amtssprache. In Indien leben laut der dortigen Volkszählung 2011 knapp 2,8 Millionen Sindhi-Sprecher. Hierunter fallen rund 1,7 Millionen Sprecher des Sindhi im eigentlichen Sinne, größtenteils Nachfahren von Hindus, die nach der Teilung Indiens 1947 aus Pakistan geflohen waren. Außerdem werden die 1,0 Millionen Sprecher des Kachchhi, einer nah mit dem Sindhi verwandten Sprache, die in der Kachchh-Region gesprochen wird, unter der Zahl der Sindhi-Sprecher subsumiert. Die größten Gruppen von Sindhi-Sprechern in Indien leben in den Bundesstaaten Gujarat und Maharashtra. Auf überregionaler Ebene ist das Sindhi als eine von 22 Verfassungssprachen Indiens anerkannt. Vor der Vertreibung der afghanischen Hindus durch die Taliban war Sindhi auch unter der hinduistischen Bevölkerung Afghanistans verbreitet.
Sindhi wird in arabischer Schrift, in Indien daneben auch in Devanagari geschrieben (früher auch im Khudabadi-Alphabet). Eine phonetische Besonderheit des Sindhi ist das Vorhandensein implosiver Konsonanten, die in keiner anderen südasiatischen Sprache vorkommen.
| جھ   | ڄ              | ج  | پ            | ث | ٺ              | ٽ  | ٿ  | ت | ڀ  | ٻ  | ب | ا      |
| ---- | -------------- | -- | ------------ | - | -------------- | -- | -- | - | -- | -- | - | ------ |
| ɟʱ   | ʄ              | ɟ  | p            | s | ʈʰ             | ʈ  | tʰ | t | bʱ | ɓ  | b | ɑː ʔ ∅ |
| ڙ    | ر              | ذ  | ڍ            | ڊ | ڏ              | ڌ  | د  | خ | ح  | ڇ  | چ | ڃ      |
| ɽ    | r              | z  | ɖʱ           | ɖ | ɗ              | dʱ | d  | x | h  | cʰ | c | ɲ      |
| ڪ    | ق              | ڦ  | ف            | غ | ع              | ظ  | ط  | ض | ص  | ش  | س | ز      |
| k    | q              | pʰ | f            | ɣ | ɑː oː eː ʔ ʕ ∅ | z  | t  | z | s  | ʃ  | s | z      |
| ي    | ء              | ھ  | و            | ڻ | ن              | م  | ل  | ڱ | گھ | ڳ  | گ | ک      |
| j iː | (Vokaltrenner) | h  | ʋ ʊ oː ɔː uː | ɳ | n              | m  | l  | ŋ | ɡʱ | ɠ  | ɡ | kʰ     |